# (5448) Siebold
(5448) Siebold es un asteroide perteneciente al cinturón de asteroides descubierto el 26 de septiembre de 1992 por Atsushi Sugie desde el Observatorio Astronómico Dynic, Taga, Japón.

## Designación y nombre
Designado provisionalmente como 1992 SP. Fue nombrado Siebold en memoria de Philipp Franz von Siebold (1796-1866), quien viajó a Japón como médico en un barco de la compañía holandesa de las Indias Orientales en 1823 y permaneció allí durante seis años, estudiando en particular la historia natural y la etnografía del país de una manera sin precedentes. Al regresar a Europa publicó dicha investigación.

## Características orbitales
Siebold está situado a una distancia media del Sol de 2,221 ua, pudiendo alejarse hasta 2,542 ua y acercarse hasta 1,900 ua. Su excentricidad es 0,144 y la inclinación orbital 4,841 grados. Emplea 1209,52 días en completar una órbita alrededor del Sol.

## Características físicas
La magnitud absoluta de Siebold es 12,8. Tiene 6,406 km de diámetro y su albedo se estima en 0,272. Está asignado al tipo espectral S según la clasificación SMASSII.